# Weibersbrunn
Weibersbrunn település Németországban, azon belül Bajorországban. Lakosainak száma 1942 fő (2023. december 31.). Weibersbrunn Waldaschaffer Forst, Rohrbrunner Forst és Rothenbucher Forst községekkel határos.

## Népesség
A település népessége az elmúlt években az alábbi módon változott:
| Lakosok száma | 854  | 1333 | 1990 | 1934 | 1977 | 1988 | 1984 | 2048 | 1987 | 1942 |
|               | 1875 | 1950 | 1975 | 1987 | 2012 | 2014 | 2016 | 2017 | 2021 | 2023 |